# Triaenodes connatus
Triaenodes connatus là một loài Trichoptera trong họ Leptoceridae. Chúng phân bố ở miền Tân bắc.